# Hegelstraße 2a (Weimar)

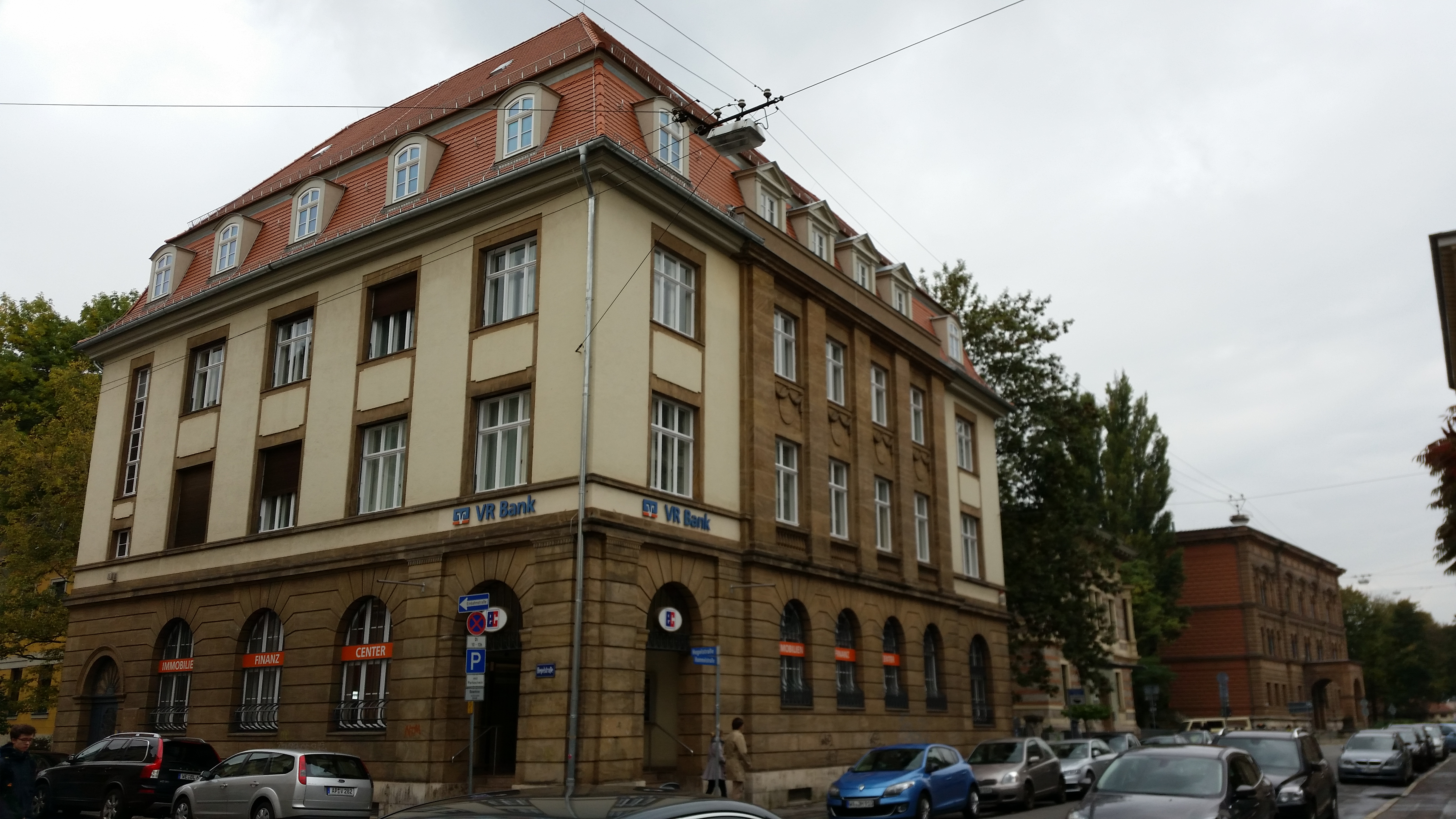
VR Bank Weimar

Die Hegelstraße 2a (vormals Bernhardstraße 2a) in Weimar ist ein 1910/11 errichtetes Bankgebäude. Die Pläne für das Bankgebäude stammen von Bruno Röhr. Auftraggeber war der Bankier August Saal. Das war die letzte Privatbank Weimars, die 1914 in Konkurs ging. Nachfolgender Nutzer des Gebäudes war die Deutsche Bank und Diskonto-Gesellschaft.
Das mehrgeschossige Gebäude ist repräsentativ gestaltet mit Gestaltungselementen der italienischen Renaissance insbesondere im Erdgeschoss. Im Jahre 1945 war hier mit dem Volksverlag Weimar einer der ersten neuen Buchverlage ansässig. Auch Robotron war hier mit dem Zweigbetrieb VEB Robotron-Rationalisierung Weimar. Heute ist es eine Filiale der VR Bank.
Das Haus Hegelstraße 2a steht auf der Denkmalliste klassifiziert als Geschäftshaus, aber nicht als Bankgebäude.